# Reservofficersskolan
Reservofficersskolan (finska: Reserviupseerikoulu) är ett skolförband inom Finlands försvarsmakt som har verkat i olika former sedan 1920. Förbandet är en del av Markstridsskolan och har sin stab förlagd till Fredrikshamn i Kymmenedalen.

## Historik
Reservofficersskolan är ett truppförband och underställt Östra Finlands militärlän. Skolan grundades 1920 och har varit aktiv allt sedan dess, med undantag för en kort period under åren 1945-1947, då den finska officersutbildningen stoppades på order av den allierade kontrollkommissionen. 
Skolan har sedan dess grundande varit lokaliserad till Fredrikshamn, med undantag för krigsåren 1939 till 1945, då skolan evakuerades till Niinisalo i Kankaanpää. Under åren 1942 till 1945 gick skolan under namnet Officersskolan (finska: Upseerikoulu). Sedan 1920 har skolan utbildat över 160.000 reservofficerare till den finska försvarsmakten.
Från och med den 1 januari 2015 uppgick regementet som en del i Markstridsskolan. Detta på grund av den omorganisation som Försvarsmakten genomförde under åren 2012–2015.

## Verksamhet
Reservofficersskolan är indelad i sju kompanier, varav fem har uppgiften att organisera Arméns reserofficerkursen. Kursen utgörs av 12 linjar.
- Spetskompaniet (finska: Kärkikomppania): infanteri- och pansarvärnslinje, eldledningsobservatörlinje
- Spaningskompaniet: spaninglinje, spaningseldledningobservatörlinje
- Pionjärkompaniet: pionjärlinje, tränglinje
- Eldbatteri: fältartillerilinje, granatkastarlinje och luftvärnslinje
- Stabs- och signalkompani: ledningsplatslinje, signalstationslinje, militärpolislinje

Officerselever uttags av av underofficerselever som har visat bra befälsegenskaper under den första delen av underofficerkursen. (Underofficerelever har uttagits efter circa 12 veckors tjänst vid rekryt- och utbildningsbranschutbildning.) Efter reservofficerkursen som varar 14 veckor befordras officerseleverna till officersaspiranter. De sista 18 veckor av sin värnplikt tjänstgör officersaspiranterna vid förband där de praktiserar ledningsverksamhet av sina krigstidsenheter under direktion av yrkespersonal. Ämnet av utbildningen är att officeraspiranten blir en van platonchef för krigstida enheter av sin utbildningsbransch. I slutet av beväringstjänsten befordras officeraspiranten av republikens president till fänrik.
Utöver de fem kompanierna i reservofficerskursen har skolan två normala kompani som utbildar beväringar till krigstidsenheter: Jägarkompani och Transportkompani.
Reservofficersskolan utför också krigstids ledarkurser vartannat år. Vid en kurs utbildas cirka 30 underofficerare av reserv till reservofficerare. Reservister uttags på basis av sin civila utbildning, militär erfarenhet och planerad krigstidsplacering. Krigstids ledarkurs utförs vid sidan av deltagarens normal civil verksamhet. Den inkluderar nominellt 240 timmar av fjärrstudier och 21 dagar av kontaktstudier. De som slutar kursen godkänt befordras till fänrik (eller underlöjtnant om de tillhör marinen).

## Namnhistorik
| Namn                 | Aktiv     | Anmärkning                                     |
| -------------------- | --------- | ---------------------------------------------- |
| Reservofficersskolan | 1920–1942 | Evakuerad 1942 till Niinisalo samt namnändring |
| Officersskolan       | 1942–1945 | Upphörde 1945 på order av kontrollkommissionen |
| Reservofficersskolan | 1948-     | Åter aktiv 1948 i Fredrikshamn                 |